# Абаза Віктор Афанасійович
Ві́ктор Афана́сійович Абаза́ (рос. Виктор Афанасьевич Абаза; 24 січня (5 лютого) 1833 — 6 (18) липня 1898, Теріокі) — генерал-лейтенант.

## Життєпис
Віктор Абаза належав у п'ятому поколінні до дворянського роду, що вів свій родовід від молдовського боярина Іллі Андрійовича Абази. Народився 24 січня (5 лютого) 1833 року. Мав двох старших братів — Володимира (народився 1822 року) та Валеріяна (народився 3(15) квітня 1832 року), молодшого брата Олександра (народився 29 серпня (10 вересня) 1834 року) та двох старших сестер — Єлизавету (народилася 1824 року) та Ольгу (народилася 1826 року) .
Батько Афанасій Андрійович Абаза. Мати Олександра Григорівна Абаза (уроджена Новицька) . 3(15) листопада 1841 року, коли Вікторові йшов дев'ятий рік, його батька — 47-річного надвірного радника, який до того був радником палати державних маєтностей в Орлі, призначили управителем Подільської палати державних маєтностей у Кам'янці-Подільському .
Віктор Абаза розпочав військову службу 9(21) грудня 1846 року, незадовго до свого 14-річчя. Закінчивши Михайлівське артилерійське училище в Санкт-Петербурзі, 8(20) серпня 1850 року став прапорщиком. Наступні звання:
- 2(14) вересня 1853 року — підпоручик,
- 6(18) вересня 1854 року — поручик,
- 8(20) листопада 1861 року — поручик гвардійської артилерії,
- 17(29) квітня 1866 року — штабс-капітан,
- 16(28) квітня 1867 року — капітан,
- 30 серпня (11 вересня) 1868 року — полковник,
- 30 серпня (11 вересня) 1882 року — генерал-майор,
- 30 серпня (11 вересня) 1893 року — генерал-лейтенант.

Понад три роки, від 20 січня 1874 року до 4 квітня 1877 року, був у відставці. Від 4 квітня 1877 року перебував для особливих доручень при головному артилерійському управлінні.
Мав маєток у селі Воробіївка Брацлавського повіту Подільської губернії (нині Немирівського району Вінницької області). Абазі належало 1449 десятин, з них 30 десятин під садибою, 1153 десятини орної землі, 25 десятин під лісом, 41 десятина під пасовищем і 200 десятин непридатної землі. Маєток перебував в оренді . У цьому селі Вікторові Афанасійовичу належав винокурний завод. За даними на 1895 рік, його орендувала княгиня Марія Григорівна Щербатова, а управителем заводу був дворянин Адам Мечиславович Літинський .
Від 1867 року Віктор Абаза був членом Санкт-Петербурзького англійського зібрання — найстарішого з клубів Російської імперії, який 1870 року відзначив своє сторіччя .
Був одружений з донькою генерал-лейтенанта Георгія Соханського .
Помер Віктор Абаза 6(18) липня 1898 року на 66-му році життя на дачі в селищі Теріокі (нині місто Зеленогорськ — муніципальне утворення у складі Курортного району міста федерального значення Санкт-Петербурга, кліматичний курорт на північному березі Фінської затоки Балтійського моря). Поховано в Санкт-Петербурзі на Нікольському цвинтарі Олександро-Невської лаври .

## Нагороди
Російські нагороди:
- 1866 рік — орден святого Станіслава третього ступеня,
- 1870 рік — орден святого Станіслава другого ступеня,
- 1872 рік — орден святої Анни другого ступеня,
- 1879 рік — орден святого Володимира третього ступеня,
- 1883 рік — орден святого Станіслава першого ступеня,
- 1887 рік — орден святої Анни першого ступеня,
- 1891 рік — орден святого Володимира другого ступеня.

Чужоземні нагороди:
- 1866 рік — чорногорський орден князя Данила I другого ступеня,
- 1873 рік — командорський хрест шведського ордена Меча із зіркою.

## Твори
- История России для учащихся. — Санкт-Петербург, 1885.
- История России для народа. — Санкт-Петербург, 1886.
- Посольство в Швецию // Исторический вестник. — Томы 27 и 28. — 1886. — № 7—12.
- Маркитантка: Исторический эскиз времен революции, консульства и империи. — Санкт-Петербург, 1887.
- Славяне и угры. — Санкт-Петербург, 1887.
- История Армении. — Санкт-Петербург, 1888.
- Рубль шесть гривен: Очерк из былого. — Санкт-Петербург, 1888.
- Руководство к отечественной истории. — Санкт-Петербург, 1889.
- Историческая справка о Сенате Петра Великого. — Санкт-Петербург, 1895.
- История лейб-гвардии конной артиллерии. — Санкт-Петербург, 1896.
- История Армении / [Арменоведческое благотворительное общество]; Составил В. А. Абаза. — [Репринтное воспроизведение издания 1888 года]. — Ереван: Гркери ашхар, 1990. — 128 с. — (Серия «Армения и армяне»).

Вірменський публіцист Григор Арцруні на шпальтах газети «Мшак» так охарактеризував книгу Абази «Історія Вірменії»:
| Узагалі можна сказати, що книга пана Абази — відрадне явище в російській літературі, оскільки та не настільки багата творами, з яких допитливий читач міг би в загальних рисах ознайомитися з історією Вірменії. Тому серед переважної більшості російської інтелігенції, оскільки бракувало правильних тверджень про вірменську історію, як завжди побутувало досить спотворене та невиразне уявлення про вірменський національний характер, вірменську церкву та літературу. Як зразок сумлінної популяризації минулого Вірменії, звичаїв і характеру вірменської нації книга Абази, без сумніву, матиме велике значення, тож бажане її широке розповсюдження серед російських читачів. |
Оскільки книга «Історія Вірменії» стала бібліографічною рідкістю, 1990 в Єревані здійснено її репринтне перевидання.

### Статті в енциклопедичних виданнях
- Абаза Виктор Афанасьевич // Большая энциклопедия / Под редакцией С. Н. Южакова. — Т. 1. — Санкт-Петербург, 1900. — С. 5.
- Емельянов Б. В., Куликов В. В. Русские мыслители второй половины XIX — начала XX века: Опыт краткого биобиблиографического словаря. — Екатеринбург: Издательство Уральского университета, 1996. — С. 14.

### Некрологи
- † В. А. Абаза // Исторический вестник. — 1898. — Том 73. — С. 1135.
- Некрологи. Июнь, 1898 г. — июнь 1899 г. // Альманах-ежегодник П. О. Яблонского на 1900 г. — Санкт-Петербург, 1899. — С. 194.

### Відгуки на видані Абазою книги
- Наша учебная литература. История России для учащихся. В трех частях. Составил В. А. Абаза. С.-Пб. 1885 // Журнал Министерства народного просвещения. — 1885. — Часть 242. — Ноябрь. — С. 26—32.
- Критика и библиография. И. Б—ъ. История России. Народное издание, с портретами императорского дома. Составил В. А. Абаза. 1885 // Исторический вестник. — Т. 24. — Петербург, 1886. — С. 240—241.
- Библиографический отдел. История России для учащихся. В трех частях. Составил В. А. Абаза. Спб., 1885 г. // Русская мысль. — Москва, 1885. — Книга 12. — С. 45—46.
- Библиографический отдел. История Армении. Составил В. А. Абаза. Спб., 1888 г. Ц. 1 р. // Русская мысль. — Москва, 1888. — Октябрь. — С. 482—483.
- Критика и библиография. А. М. Маркитантка. Исторический эскиз времени революции, консульства и империи. Соч. В. А. Абазы. Спб. 1888 // Исторический вестник. — 1888. — Т. 31. — Санкт-Петербург, 1888. — С. 733—734.
- Наша учебная литература. Руководство к отечественной истории. Составил В. А. Абаза. С-Пб. 1889 // Журнал Министерства народного просвещения. — 1889. — Часть 266. — Декабрь. — Отдел III. — С. 35—66.
- Абаза В. Возражение на рецензию анонимного рецензента моего учебника истории России // Журнал Министерства народного просвещения. — 1897. — Часть 312. — Июль. — Отдел II. — С. 188—199.
- Замечание на «возражение» г. Абазы // Журнал Министерства народного просвещения. — 1897. — Часть 312. — Июль. — Отдел II. — С. 200.